# Franciszek Gruszka

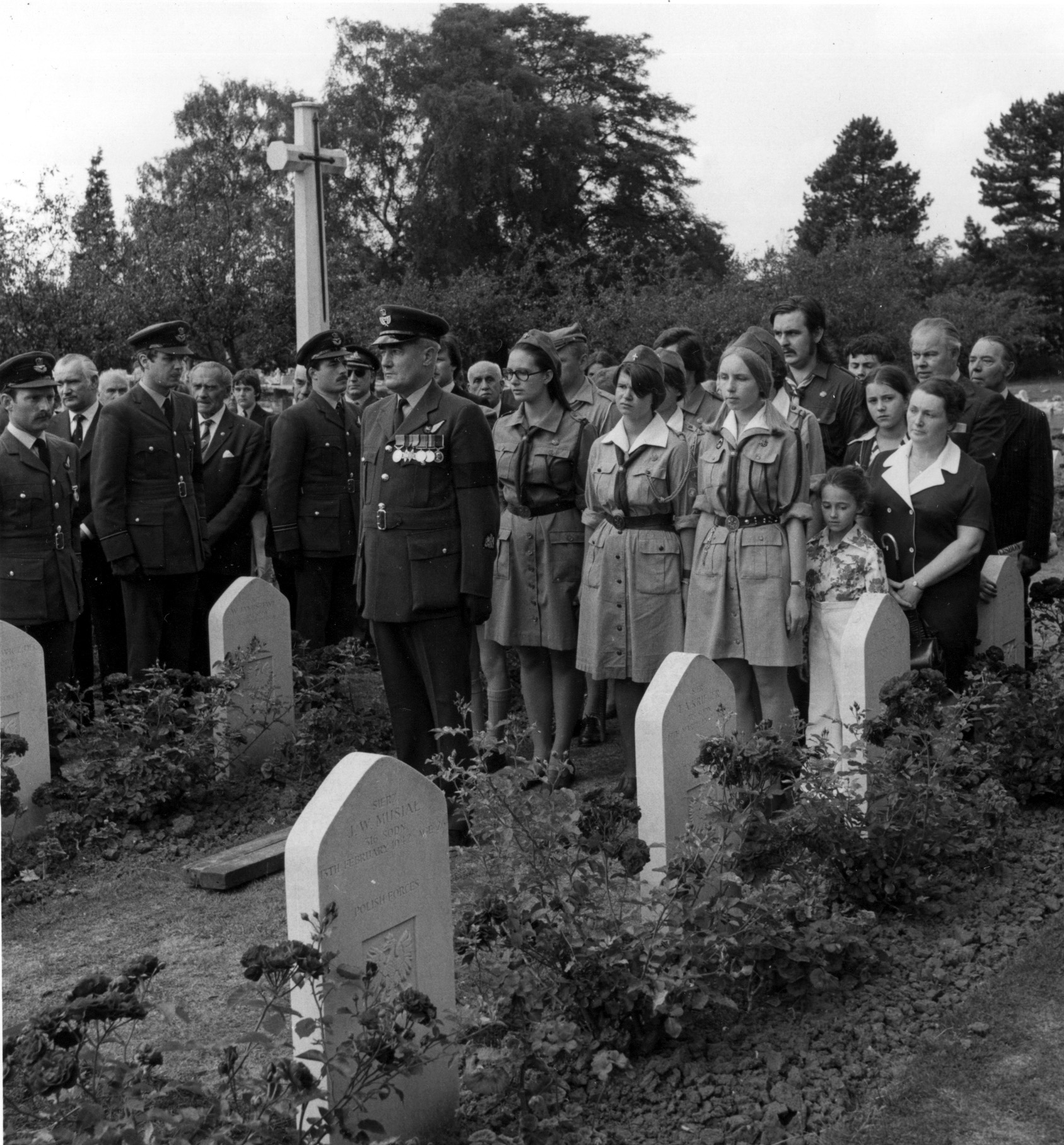
Pogrzeb por. Franciszka Gruszki 17 lipca 1975 na cmentarzu w Northwood

Franciszek Gruszka (ur. 21 stycznia 1910 w Biłce Królewskiej, zm. 18 sierpnia 1940 w Wielkiej Brytanii) – porucznik pilot Wojska Polskiego i Polskich Sił Powietrznych w Wielkiej Brytanii, uczestnik bitwy o Anglię. Jeden z pierwszych lotników polskich latających na spitfire’ach. Poległ w czasie jednego ze swych pierwszych lotów bojowych.

## Młodość i początki kariery
Pochodził ze średniozamożnej rodziny chłopskiej: ojca było stać na posłanie trzech z pięciu synów na studia: Józef Gruszka, oficer zawodowy (wojnę spędził w oflagu w Murnau), został po wojnie prawnikiem, Piotr Gruszka był filologiem klasycznym, asystentem prof. Ryszarda Gansińca na Uniwersytecie Jana Kazimierza we Lwowie (podczas wojny w obronie Warszawy (KW), a następnie w szeregach AK), a Franciszek lotnikiem wojskowym.
Uczęszczał do Prywatnego Gimnazjum Męskiego Aleksego Zimowskiego w Łodzi, w 1933 r. zdał maturę w Państwowym Gimnazjum im. Mikołaja Kopernika w Łodzi.
Ukończył Szkołę Podchorążych Lotnictwa w Dęblinie (VIII Promocja). 4 sierpnia 1934 r. Prezydent RP mianował go podporucznikiem obserwatorem ze starszeństwem z 15 sierpnia 1934 r. i 54 lokatą w korpusie oficerów aeronautyki, a minister spraw wojskowych przydzielił do 6 pułku lotniczego we Lwowie. Po ukończeniu kursu pilotażu przydzielony został do III/6 dywizjonu myśliwskiego we Lwowie jako instruktor pilotażu. Na stopień porucznika został mianowany ze starszeństwem z 19 marca 1938 i 92. lokatą w korpusie oficerów lotnictwa, grupa liniowa. W marcu 1939 był dowódcą plutonu w eskadrze treningowej.

## II wojna światowa
Wybuch wojny zastał go na lotnisku Lwów-Skniłów, gdzie przeżył pierwsze bombardowanie. Później stacjonował na lotniskach w Zimnej Wodzie, Basiówce i Busku pod Lwowem.
17 września zgodnie z rozkazem Naczelnego Wodza przedostał się do Rumunii, gdzie 25 września otrzymał w konsulacie polskim w Bukareszcie paszport i pociągiem – przez Jugosławię i Włochy – wyjechał do Francji (w punkcie zbornym w koszarach Boissière w Paryżu zameldował się 8 października). W lutym 1940 roku, jako jeden z pierwszych lotników polskich, dostał się do Anglii, gdzie, po przeszkoleniu na samolotach Supermarine Spitfire i zakwalifikowaniu jako Flying Officer Volunteer (F/O VR – podporucznik ochotnik), został przydzielony do 65. dywizjonu „Indii Wschodnich” RAF w Hornchurch.
W pozostawionym po sobie pamiętniku tak zapisał swą pierwszą walkę: „Front (sierpień). Latam walczyć. Pierwsze spotkanie. Chmura niemców nad nami, nas dwunastu (w tym tylko dwóch Polaków – ja i Władzio Szulkowski). Atakujemy bombowców, a nas z tyłu niemieckie myśliwce. Ja jestem na samym końcu. Atakuje mnie (nieczytelne) robię skręt, wychodzę mu na ogon, strzelam; poszedł w chmury, na dół, bezwładnie (walka odbywała się na 7000 m). W tym samym czasie dwóch atakuje mnie z boku. Muszę uciekać w chmury. Uciekłem. Wychodzę nad chmurę. Nikogo z naszych tylko płyną niemieckie bombowce. Wracam w dół do moich, [ale] nie wiem gdzie jestem. Znów chmura, nie wiem w jakim położeniu jest maszyna. Powoli opanowuję samolot, wychodzę z chmur na pełne morze. Nie ma brzegu, nie ma nic. Zaczynam myśleć, opanowuję zdenerwowanie, orientuję się i wracam nad ląd. Ląduję cało. Wszyscy wrócili. Latam dużo, jestem [nieczytelne] pogoda sprzyja niemcom. Jestem bardzo podniecony. Wiem, że zginąć tak łatwo, jak zestrzelić drugiego. Niemcy mają przewagę ilościową i lepszą taktykę, [ale] angielskie maszyny myśliwskie są lepsze od niemieckich...” (tu zapis się urywa).
18 sierpnia 1940 roku wystartował na swoim Spitfire nr R6713 w składzie dywizjonu celem przechwycenia niemieckiej wyprawy bombowej. Widziano go w walce powietrznej między Canterbury a Manston, a następnie w pościgu za niemieckim myśliwcem. Z lotu nie wrócił. W związku z tym, że wśród meldunków tego dnia o samolotach zestrzelonych nad Anglią, nie było informacji o Spitfire nr R6713, wnioskowano, że zapędził się nad Francję, gdzie został zestrzelony i wzięty do niewoli lub też zginął nad Kanałem. Zgodnie z regulaminem RAF-u uznano go za zaginionego. Wspomniany wyżej kolega, Władysław Szulkowski, tak opisał ten dzień: „Mieliśmy od godz. 13.00 mieć wolne. O 12.50 alarm. Wystartował cały dyon. Ostatni raz widziałem Franka na wys. 32 000 stóp nad Kanałem na poł. od Anglii. Po rozdzieleniu się w walce wracaliśmy pojedynczo. Franek nie wrócił. Czekałem do wieczora na jakiekolwiek wiadomości i czekam do dziś dzień. Brak zupełny wiadomości o jakimkolwiek rozbiciu czy wypadku. Zaginął, nie zginął. Może lądował we Francji – Bóg wie. Rzeczy wszystkie przekażę pchor. Zawerbnemu Stanisławowi, którego Franek mi wskazał dając adres na wszelki wypadek”.

## Odnalezienie szczątków i pogrzeb

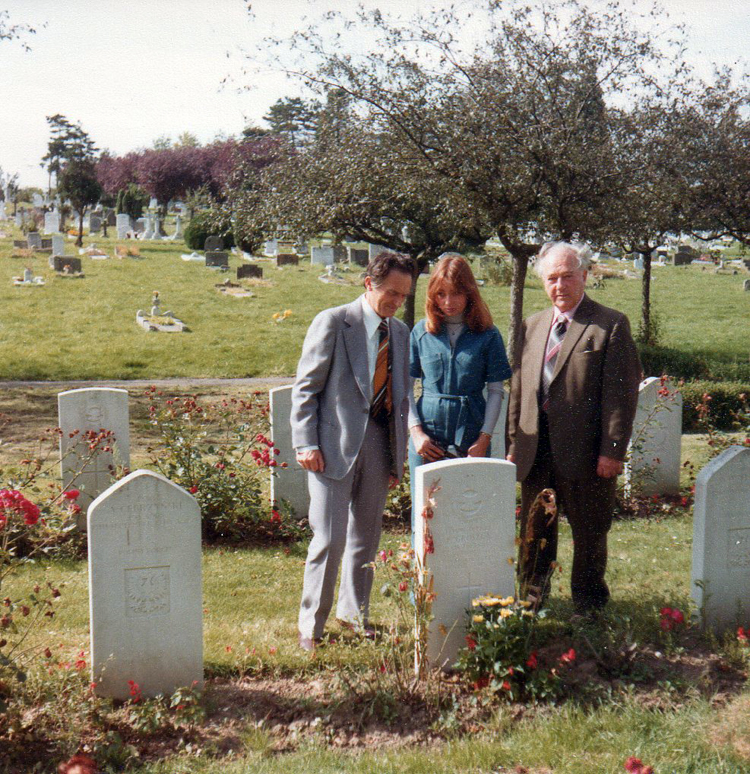
Piotr Gruszka (L) na grobie brata w 1977 roku

Dopiero w marcu 1971 roku poszukiwacze pamiątek z okresu wojny odnaleźli szczątki samolotu w bagnach pomiędzy Preston Village a Stodmarsh. Wydobyli jedynie spadochron, który został wystawiony w zamku Chilham w hrabstwie Kent oraz dobrze zachowany silnik. W trzy lata później, 15 kwietnia 1974 roku zespół techniczny RAF wydobył szczątki samolotu i pilota. Specyfika bagienna sprawiła, że po 35 latach mundur, polska odznaka lotnicza i liczne drobiazgi zachowały się w dobrym stanie (do roku 1978 wystawione w Muzeum im. gen. Władysława Sikorskiego w Londynie, później przekazane rodzinie poległego). Natychmiastowe zidentyfikowanie poległego umożliwiło – znalezione w kieszeni munduru – połamane wieczne pióro, na którego złotej oprawce wygrawerowany był napis: „ppor. F.Gruszce Najlepszemu Koledze por.M.Piotrowski – 16 VIII 1937”. Z powyższych dowodów oraz pomiarów kości dokonanych przez specjalistę patologa, Canterbury Coroner Court oficjalnie stwierdził, że bez wątpienia są to szczątki F/O Gruszki. W wyniku tego zmieniony został dotychczasowy zapis w dokumentach RAF z „missing – presumably killed” na „killed in action on 18.8.1940”.
Z analizy szczątków samolotu nie wynikało, by został on ostrzelany i trafiony (jakkolwiek przy uderzeniu rozpadł się). Jak twierdzą specjaliści brytyjscysamoloty Supermarine Spitfire Mk I miały jedną wadę: ze względu na konstrukcję gaźnika, nie mogły pracować przy przeciążeniach ujemnych, co z kolei odbijało się na zdolnościach manewrowych samolotów. Gdy nastąpiło to na znacznej wysokości pilot mógł wyjść z tego bez szwanku, ale podczas lotu tuż nad ziemią skutki były tragiczne. Czy tak właśnie stało się w przypadku por. Gruszki nie wiadomo. Jest to tylko jedna z hipotez.
F/O Franciszek Gruszka pochowany został 17 lipca 1975 roku z pełnymi brytyjskimi honorami wojskowymi cmentarzu w Northwood (grób nr H202). W pogrzebie honory pełniła kompania reprezentacyjna RAF, brali udział przedstawiciele władz brytyjskich, kombatanci, harcerze i liczna Polonia brytyjska. Władze PRL nie pozwoliły ambasadzie brytyjskiej na odnalezienie i powiadomienie krewnych. Mieszkający w Polsce brat Piotr Gruszka dowiedział się o pogrzebie z audycji radia BBC.
Nie jest znany zapis osiągnięć bojowych Franciszka Gruszki. Lot w dniu 18 sierpnia 1940 roku był jednym z jego pierwszych lotów w składzie 65. dywizjonu. Przyjaciel Gruszki, kpt. pil. inż. Bronisław Bernaś, tak napisał o poległym: „Mam najwyższe uznanie dla tej awangardy pilotów polskich, gdyż bez znajomości języka, w warunkach kolosalnego napięcia nerwowego, wśród obcych, wykazali dużo osobistej odwagi i hartu ducha. Porucznik pilot Franciszek Gruszka miał te wszystkie wartości moralne oraz doskonałą znajomość swego rzemiosła, aby zasłużyć na imię bohatera i jednego z najlepszych synów naszej Ojczyzny”.

## Odznaczenia
- Medal Lotniczy
- pośmiertnie brytyjskie:
  - 1939–45 Star z klamrą Battle of Britain
  - Air Crew Europe Star
  - War Medal 1939–1945